# 中尾郁子
中尾 郁子（なかお いくこ、1935年4月24日 - ）は、日本の政治家。元長崎県五島市長（2期）、元福江市議会議員（4期）。長崎県初の女性首長である。
父親は長崎県知事を務めた久保勘一。

## 来歴
長崎県南松浦郡三井楽町（現・五島市）出身。長崎県立長崎東高等学校卒業。長崎県庁に入庁。
1990年（平成2年）9月、福江市（現・五島市）議会選挙に出馬し、初当選。以後、同市議を4期つとめる。
2004年（平成16年）8月1日、福江市、南松浦郡富江町、南松浦郡玉之浦町、南松浦郡三井楽町、南松浦郡岐宿町、南松浦郡奈留町の合併（新設合併）により五島市が発足する。それに伴って同年9月5日に執行された五島市長選挙に無所属で出馬。前長崎県議の平山源司を破り初当選。得票数は中尾：18,800票、平山：12,507票。投票率は、83.17%。
2008年（平成20年）8月24日執行の同市長選挙に出馬。社会福祉法人理事長の神之浦文三を破り、2期目の当選。得票数は、中尾：16,184票、神之浦：11,910票。投票率は、78.52%。
2012年（平成24年）3月9日、任期満了に伴う市長選に立候補しないことを表明した。